# Flaga Górskiego Karabachu
Flaga Górskiego Karabachu – bazowana na fladze Armenii, z jedyną różnicą polegającą na dodanym białym, łamanym pasie mającym symbolizować, że jest to rejon oddzielony od Armenii.
Barwa czerwona oznacza przelaną krew ormiańskich bohaterów za wolność i chrześcijaństwo. Błękitny to kolor nieba. Pomarańczowy symbolizuje bogactwa naturalne i dobrobyt, a także przedsiębiorczą naturę Ormian.